# Expressionale

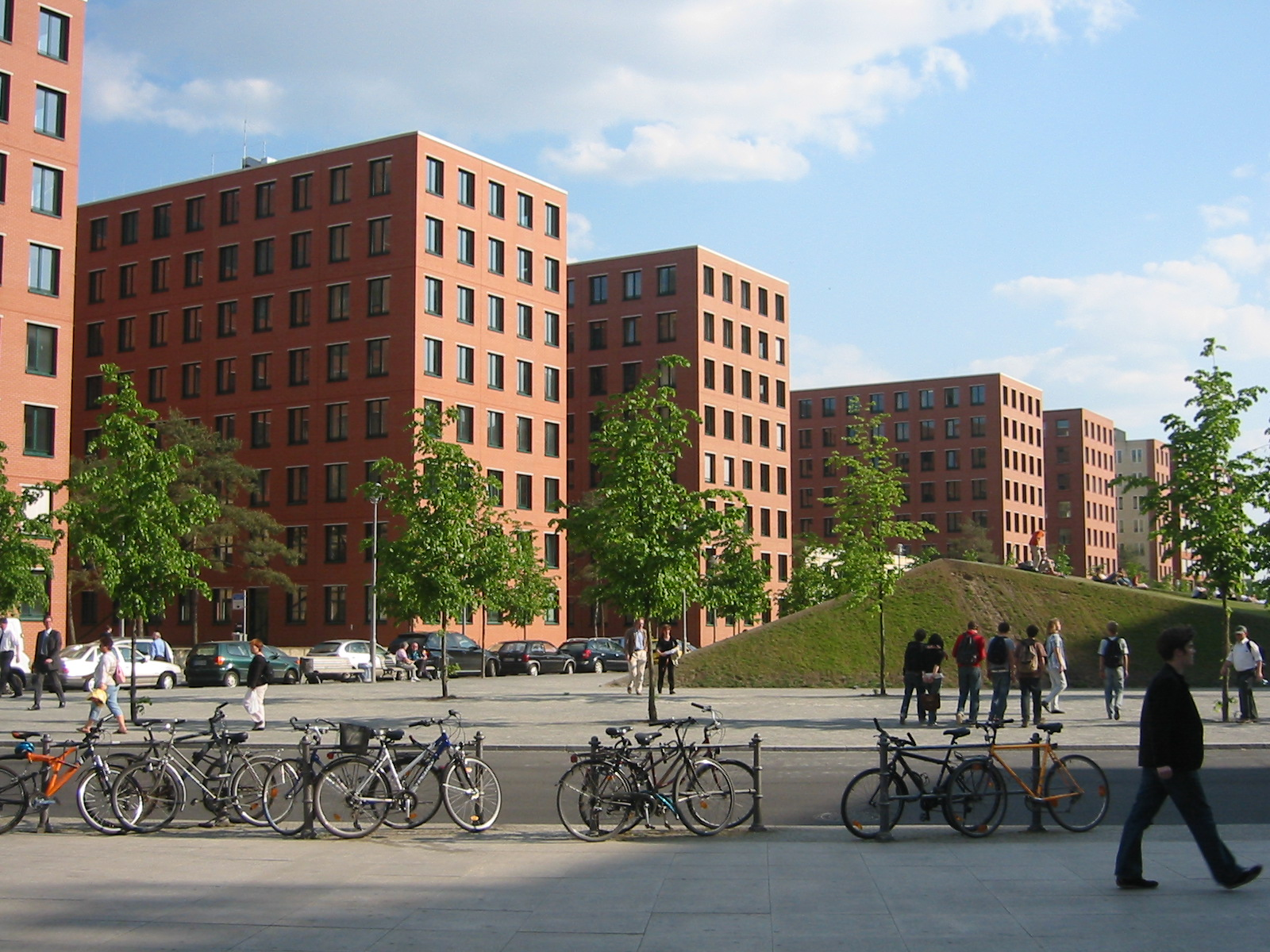
Park Kolonnaden Potsdamer Platz

Die Expressionale war eine Kunstausstellung in Berlin vom 25. Mai bis zum 24. August 2008. Ausstellungsort waren die Park Kolonnaden am Potsdamer Platz.
Die Ausstellung bestand aus sieben Einzelausstellungen. Im Mittelpunkt der Expressionale stand die Sammlung Karsch-Nierendorf mit Gemälden, Grafiken und Skulpturen von Dix, Kirchner, Mueller, Rohlfs und Scharl. Unter dem Titel „George Grosz und die Erotik“ präsentierte die Expressionale Werke von George Grosz, einem der bedeutendsten Vertreter der Neuen Sachlichkeit. Gezeigt wurden zudem bildhauerische Arbeiten von Joachim Karsch und Gerhard Marcks.
Mit Werken von Louise Christine Thiele (Skulptur) und Rolf Händler (Malerei) spannten die Ausstellungsmacher einen Bogen von den Künstlern der Klassischen Moderne zur expressiven zeitgenössischen Kunst. Abgerundet wurde die Schau durch unikate Druckgrafik von Franz Hitzler und Bernd Zimmer aus Editionen von Karl und Ingrid Imhof.
Die Veranstalter beabsichtigten, die Expressionale jährlich mit wechselnden Ausstellungen am Potsdamer Platz stattfinden zu lassen.